# 大賭秀
《大賭秀》是部1990年上映的臺灣電影。電影裡主要劇情圍繞在與賭博術相關的場景上，出場的賭博道具有骰子、麻將、天九、新臺幣千元鈔票，其中又以十六張麻將佔劇情居多。劇中白皮自出生以來就與麻將相依，一直到對上虎頭松單挑麻將，但最終仍是以骰子決勝負。同時劇中也簡單介紹骰子的歷史，以及對於或然率教學之用處做解說。

## 劇情大綱
白家是賭博世家，自白頭英這一代開始就靠精湛的賭技稱霸群雄。白頭英身後留下一整條延吉街，還有一棟總統府及一座靜園。白頭英將自己一身的賭術全寫在一本《賭經》，但不傳自己的子孫，深怕遭人利用、禍害後代，因此只願傳給有緣人。白家第二代放炮獅則是技不如人，更與白頭英相差甚遠，最後輸到只剩半條延吉街；白家第三代瘦猴坤亦是如此。白家第四代白皮賭技更是有如外行，打麻將是相公帶放炮，不僅笑翻全場諸位賭客，其父瘦猴坤聞知後也大笑。
瘦猴坤頻頻向賭場老板虎頭松借貸，每每賭博輸錢，遲遲未能繳出本金及利息。虎頭松眼見瘦猴坤已積欠新臺幣六千萬元，再繼續下去不是辦法，於是提出：以白家一棟總統府為賭本，視為新臺幣一億元賭資；若能在賭局之中贏過虎頭松，之前債務便一筆勾銷。瘦猴坤在沒有其它辦法之下，只好答應。但賭技向來不好的瘦猴坤，也在這場賭局下輸給虎頭松。瘦猴坤為自己敗掉祖產而感到鬱愁，最後病逝。
白皮誓言將總統府從虎頭松贏回來。小娟眼見不捨，拉著白皮求助於小娟的祖父老胡。老胡也曾經是賭技稱霸群雄，是因為白頭英傳授一本《賭經》給他之故；老胡為圖報其恩，便答應將《賭經》所載各種賭技傳授於白皮，其暗語、手勢、眉目、巧勁、指力、感覺等訓練學習，以便達到手到、眼到、耳到、心到之境界，最終靠感覺辨認聽牌或是骰數。因此，白皮仗著一身的精湛賭技，以祖產靜園向虎頭松單挑，要求將總統府贏回來；於是二人展開三場賭局，依序是Show Hand、十六張麻將、擲骰子。

## 演員陣容
- 陳松勇 飾 虎頭松
- 張純芳 飾 白皮之母
- 張柏舟 飾 瘦猴坤
- 徐承義 飾 白皮
- 梁又南 飾 白皮之大姊
- 蔡佳宏 飾 白皮之二姊
- 許淑蘋 飾 小娟
- 楊淑華 飾
- 顏鳳嬌 飾
- 張亞東 飾
- 方龍 飾 放砲獅
- 羅斌 飾 老胡